# جون إم. كوين
جون إم. كوين (بالإنجليزية: John M. Quinn)‏ هو كاهن كاثوليكي أمريكي، ولد في 17 ديسمبر 1945 في ديترويت في الولايات المتحدة.